# بيج هارينجتون
بيج هارينجتون (بالإنجليزية: Paige Harrington)‏ هي لاعبة هوكي الجليد أمريكية، ولدت في 25 يوليو 1993 في مانسفيلد في الولايات المتحدة.

## وصلات خارجية
- بيج هارينجتون على موقع EliteProspects.com (الإنجليزية)
- بيج هارينجتون على موقع HockeyDB.com (الإنجليزية)